# Raya
Raya — частное, основанное на членстве, приложение — социальная сеть для iOS, впервые запущенное в 2015 году. Первоначально это было приложением для знакомств, но со временем в него были добавлены функции для продвижения профессиональных сетей и социальной инженерии.

## История
Raya была придумана Дэниелом Гендельманом в 2014 году и запущена в феврале 2015 года. Приложение доступно только на устройствах от Apple. В 2016 году Raya поглотила Chime, проект по обмену видеосообщениями.

## Формат
Пользователи связывают свой профиль с учётной записью Instagram и должны создать нарезку фотографий под музыку для своего профиля.

## Известные члены
Raya известна своей эксклюзивностью и знаменитыми[стиль] пользователями, такие как: Хасан Пайкер, Лил Нас Икс, Чет Хэнкс, Ганнибал Буресс, Ченнинг Татум, Джо Джонас, Деле Алли, Кеке Палмер, Шэрон Стоун, Моби, Лили Аллен, Джон Майер, Пол Биссоннетт, Кара Делевинь, Мэттью Перри, Рэйвен Симоне, Элайджа Вуд, Том Фелтон, Кирнан Шипка, Эми Шумер, Крис Рок, Уитни Каммингс, Бен Аффлек, Lil Dicky, Ландо Норрис, Мелисса Вилласеньор, Патрик Шварценеггер, Никки Глейзер, Кэтрин Тимпф, Клэр, Ребел Уилсон и Симона Байлз.

## Секретность
Raya не рекламируется и распространяется путём личных рекомендаций. Если пользователь делает скриншот профиля, приложение предупреждает его, что он может быть удалён с платформы по причине нарушения правил. В мае 2021 года пользователь Raya, который познакомился с актёром Мэтью Перри в ходе встречи в приложении, вызвал общественную дискуссию, поделившись своим разговором с актёром в TikTok. Видео TikTok стало вирусным, но было удалено. Пользователь, разместивший видео, был удалён из Raya за нарушение политики конфиденциальности приложения.